# Zinowiewia pauciflora
Zinowiewia pauciflora là một loài thực vật có hoa trong họ Dây gối. Loài này được Lundell miêu tả khoa học đầu tiên năm 1985.